# Rumex nivalis
Rumex nivalis är en slideväxtart som beskrevs av Johannes Jacob Hegetschweiler. Rumex nivalis ingår i släktet skräppor, och familjen slideväxter. Inga underarter finns listade i Catalogue of Life.